# Il ladro di stelle cadenti
Il ladro di stelle cadenti è un film del 2024 diretto da Francisco Saia, basato sull'omonimo romanzo di Patrizia Vicari.

## Trama
Ha otto anni Camillo (detto "Milo") Favara quando chiede ad una stella cadente una grossa torta al cioccolato. La ottiene ma, ovviamente, fa indigestione.
A diciotto anni Milo chiede alla sua stella di essere "baciato, abbracciato e... tutto il resto" da Betty, una bellissima turista italo-americana. Anche questo suo desiderio viene esaudito ma, dopo poche settimane di intensa relazione, Betty lo lascia dicendogli che è stata solo un'avventura estiva e gli spezza il cuore.
Milo impara così che "quando gli dei vogliono punirci, esaudiscono i nostri desideri" e chiede alla sua stella un ultimo desiderio: poter  aiutare gli altri a non desiderare cose sbagliate.
Anche questo desiderio si avvera e Milo viene assunto dalla organizzazione internazionale "TFS - ladri di stelle cadenti" da cui riceverà il potere magico di correggere i desideri affidati alle stelle cadenti.

## Produzione

### Riprese
Le riprese del film si sono svolte tra Milazzo e Castroreale.

## Promozione
Il primo trailer è stato diffuso il 24 Agosto 2024 dall'autrice stessa dell'omonimo romanzo.

## Distribuzione
Il film è stato presentato in anteprima mondiale come film di apertura della 70ª edizione del Taormina Film Fest, gareggiando in concorso nella sezione "Officina Sicilia", per poi essere distribuito nelle sale cinematografiche dal 17 ottobre 2024.

## Riconoscimenti
- 2024 – Taormina Film Fest
  - In concorso nella sezione Officina Sicilia
- 2024 - Social Film Festival Artelesia
  - Candidatura per il miglior film
- 2024 - CineOFF International Independent Film Fest
  - Miglior regia a Francisco Saia
  - Candidatura per il miglior film lungometraggio
  - Candidatura per la miglior scenografia a Tonino Di Giovanni